# Philipp von Foltz

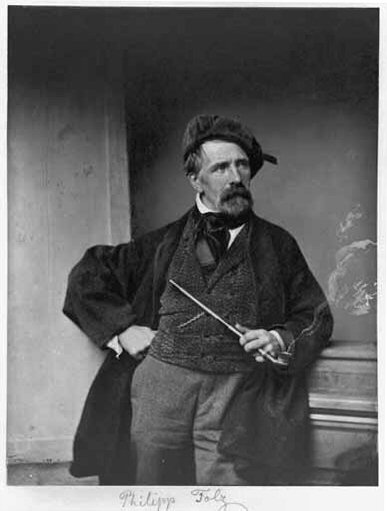
Philipp Foltz

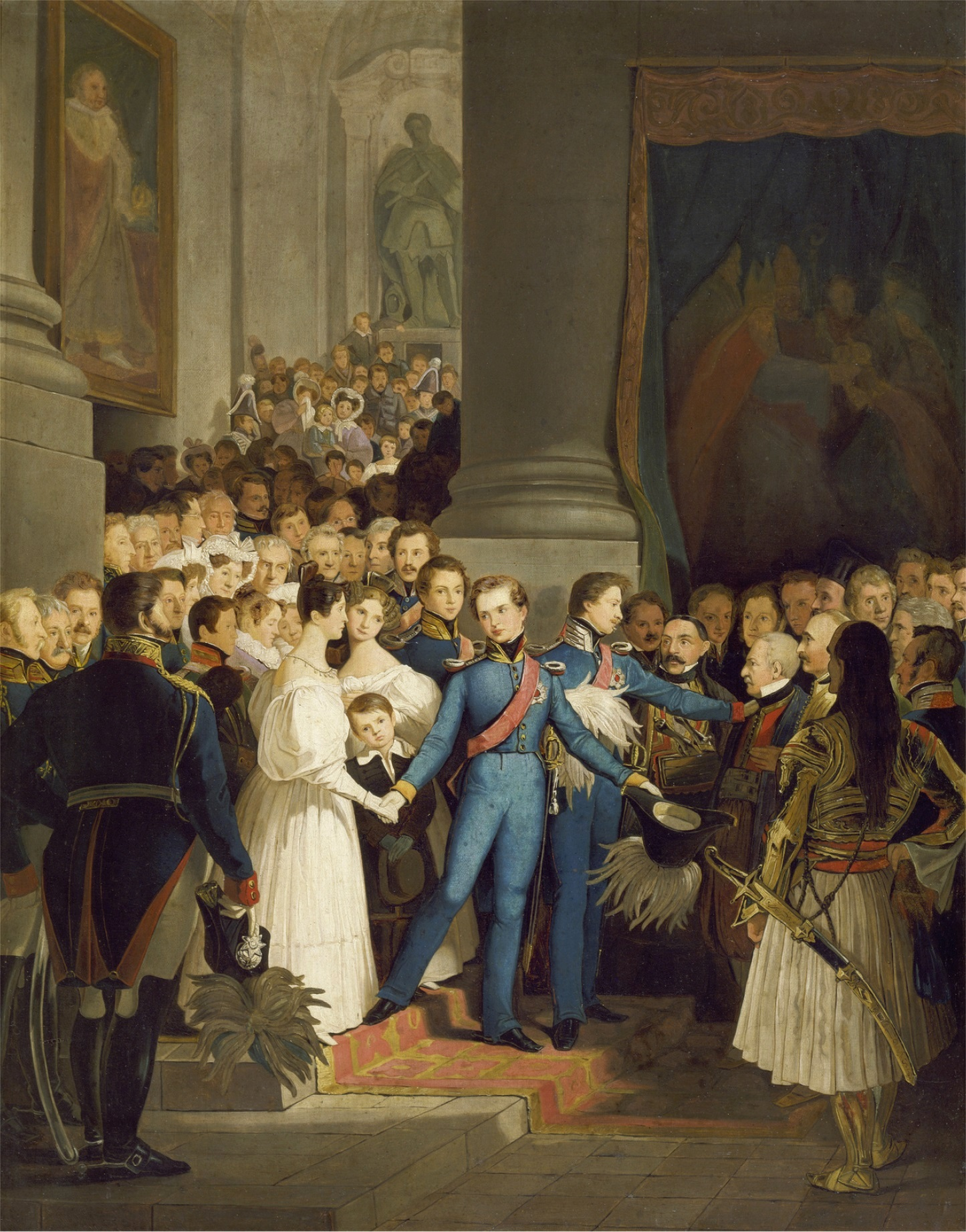
Der Abschied König Ottos I. nach Griechenland

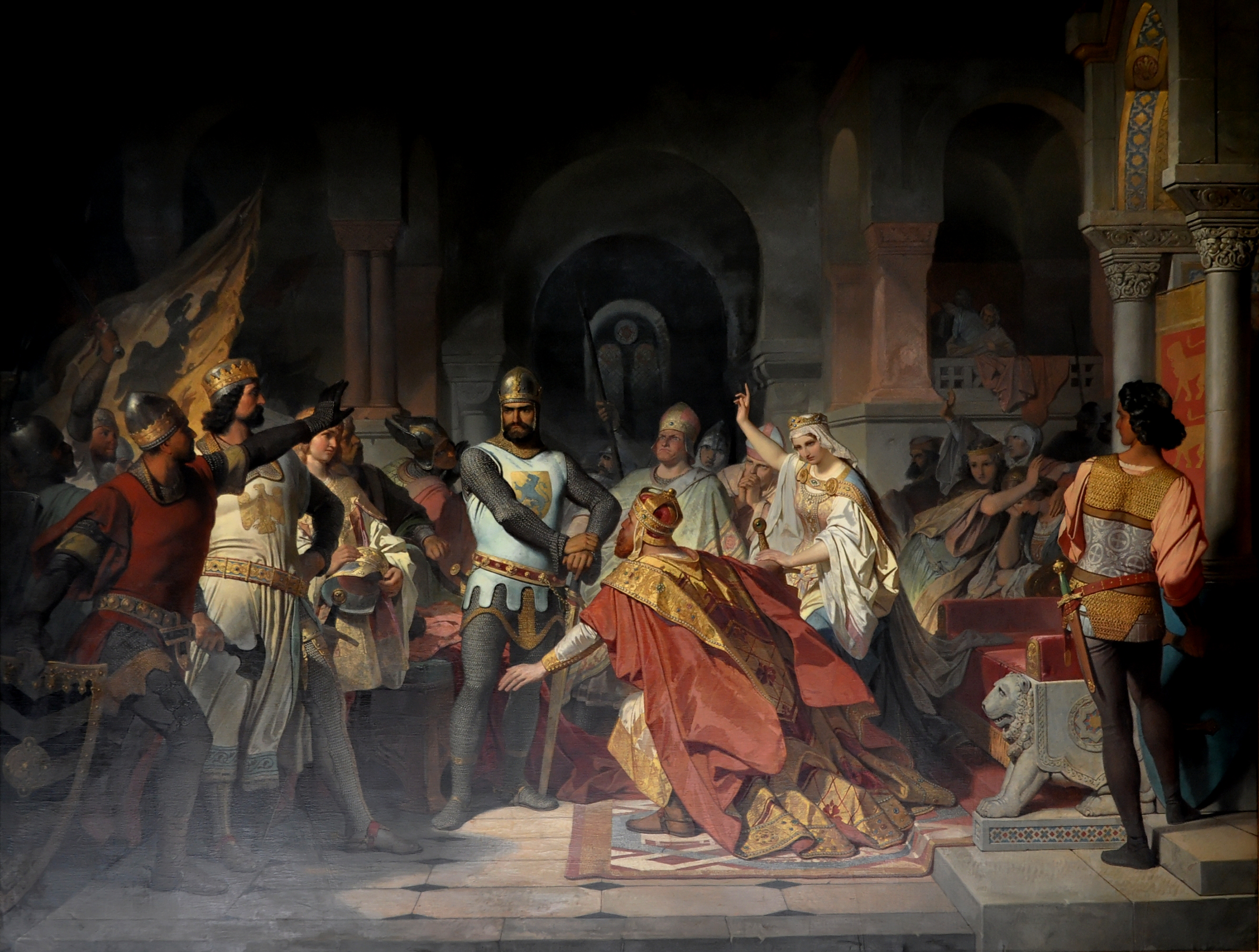
Kaiser Friedrich Barbarossa und Herzog Heinrich der Löwe in Chiavenna (1176)

 Philipp von Foltz (* 11. Mai 1805 in Bingen; † 5. August 1877 in München) war ein deutscher Maler.

## Leben
Philipp Foltz war der erste Sohn des Kunstmalers und Zeichenlehrer Ludwig Foltz (1778–1848) und dessen Frau Margarete Christina (geb. Kertell). Seine Brüder waren der Architekt und Bildhauer Ludwig Foltz (1809–1867), der Zeichner und Stahlstecher Friedrich Foltz (1811–1879) und Karl Foltz (1816–1837 oder 1841).
Mit 20 Jahren ging Philipp Foltz 1825 nach München, wo er vom Direktor der Königlichen Kunstakademie, dem Maler Peter von Cornelius, als Schüler angenommen wurde. Schon bald durfte Foltz seinem Lehrer bei Arbeiten an den Fresken in der Glyptothek und unter den Hofgartenarkaden assistieren.
Im neuen Königsbau gestaltete Foltz zusammen mit Wilhelm Lindenschmit d. Ä. das Schreibzimmer der Königin; 23 Darstellungen, die Friedrich Schillers Balladen zum Thema haben. Daneben wurde ein kleiner Salon mit 19 Bildern ausgestaltet, die Gottfried August Bürgers Gedichte zum Inhalt haben.
Während dieser Zeit schuf Foltz auch eine Reihe von Ölbildern, teils im Stil der Romantik, teils der Genremalerei. Sein bekanntestes Werk davon war 1833 „Der Abschied König Ottos I. nach Griechenland“.
Im Herbst 1835 unternahm Foltz eine Studienreise nach Rom. Dort entstand im darauffolgenden Winter das monumentale Werk „Des Sängers Fluch“ nach dem gleichnamigen Gedicht von Ludwig Uhland. Nach dreijährigem Aufenthalt in Italien kehrte er nach München zurück und wurde kurze Zeit später vom König Maximilian II. zum Professor der Kunstakademie ernannt; zu seinen Schülern gehörte unter anderem der österreichische Genremaler Joseph Munsch.
Teils als Dank, teils als Auftrag des Königs schuf Foltz für das Maximilianeum zwei monumentale Bilder: „Demütigung Kaiser Friedrichs I. vor dem Herzog Heinrich dem Löwen“ und „Perikles, von Kleon und seinem Anhang wegen der Bauten auf der Akropolis von Athen angegriffen“.
Zwischen 1865 und 1875 avancierte Foltz zum Königl. Bayer. Zentralgalerie-Direktor. Als solcher machte er sich zwar u. a. um die Kunst im Königreich Bayern sehr verdient, sah sich aber auch infolge der von ihm vertretenen und äußerst umstrittenen Restaurierungsmaßnahmen nach der Methode Max von Pettenkofers und der Übermalung von Bildern und ähnlichen Missgriffen heftigen Anfeindungen ausgesetzt.
1869 wurde Foltz, der Mitglied des Münchner Vereins für Christliche Kunst war, in den Adelsstand erhoben.
Als Vertreter der Historienmalerei legte Foltz großen Wert auf genaue Komposition und gewissenhafte Ausführung seiner Werke; als Genremaler legte er den Schwerpunkt auf Leichtigkeit und Poesie. Nach heutiger Anschauung ist sein Werk allerdings eher als konservativ und akademisch einzuordnen.
Philipp Foltz starb 1877 im Alter von 72 Jahren in München.

## Grabstätte

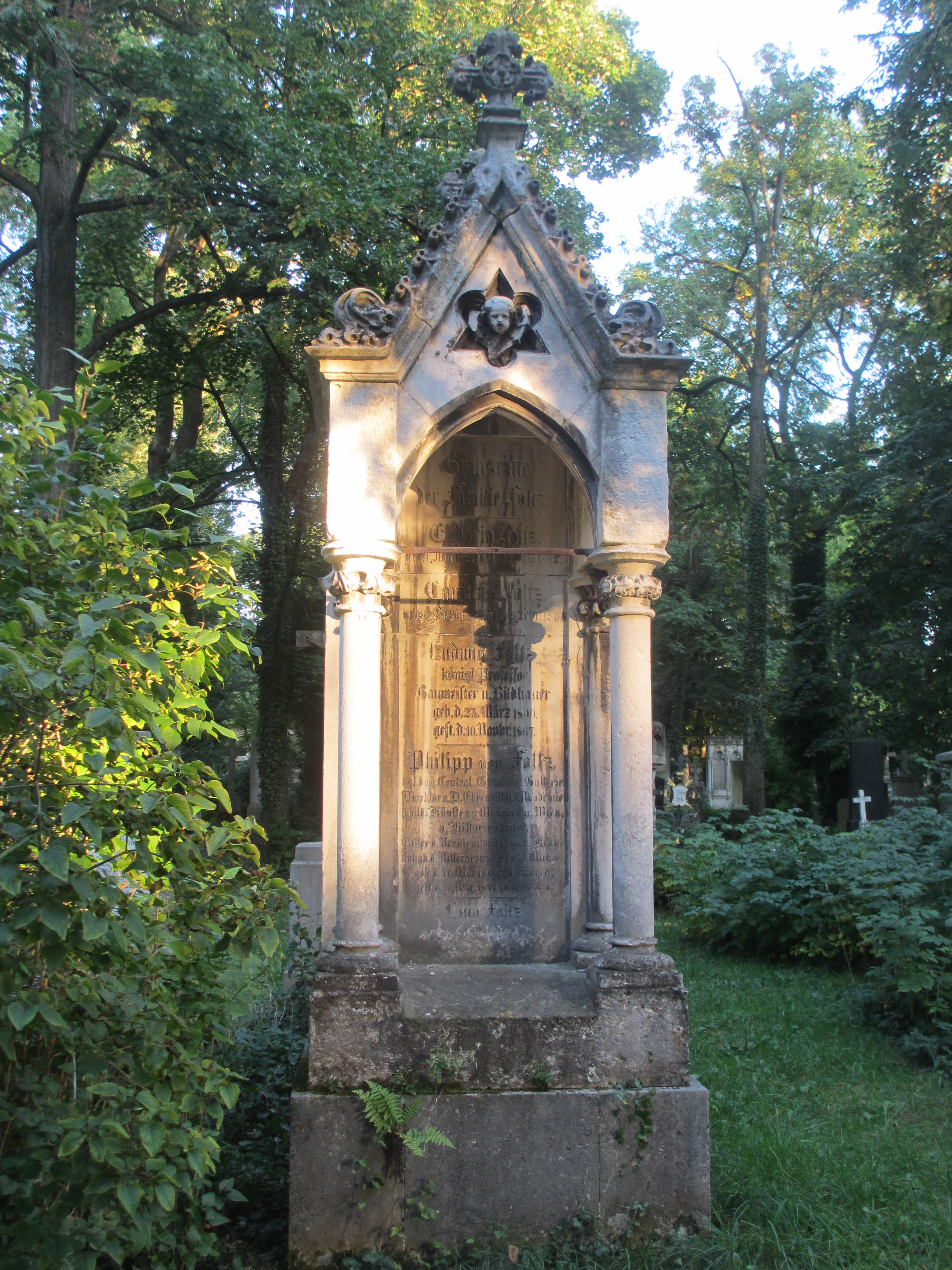
Grab von Philipp Foltz auf dem Alten Südlichen Friedhof in München

Die Grabstätte von Philipp Foltz befindet sich auf dem Alten Südlichen Friedhof in München (Gräberfeld 29 – Reihe 13 – Platz 10/11) Standort. In dem Grab liegt auch sein Bruder Ludwig Foltz.

## Namensgeber für Straße
Nach Philipp Foltz wurde 1985 (Erstnennung) in München im Stadtteil Altperlach (Stadtbezirk 16 – Ramersdorf-Perlach) die Philipp-Foltz-StraßeLage benannt.

## Werke (Auswahl)
- Des Sängers Fluch
- Demütigung Kaiser Friedrich I. vor dem Herzog Heinrich dem Löwen
- Perikles, von Kleon und seinem Anhang, wegen der Bauten auf der Akropolis von Athen angegriffen
- Jagdgesellschaft von Bayerns König Max II. 1858 (AZ vom 17. März 2008)